# Kubasi
Kubasi este un sat din comuna Kotor, Muntenegru. Conform datelor de la recensământul din 2003, localitatea are 24 de locuitori (la recensământul din 1991 erau 115 locuitori).

## Demografie
În satul Kubasi locuiesc 24 de persoane adulte, iar vârsta medie a populației este de 53,4 de ani (43,0 la bărbați și 58,6 la femei). În localitate sunt 9 gospodării, iar numărul mediu de membri în gospodărie este de 2,67.
Această localitate este populată majoritar de sârbi (conform recensământului din 2003).
|  |

| Demografie | Demografie | Demografie |
| An         | Locuitori  | Locuitori  |
| ---------- | ---------- | ---------- |
|            |            |            |
|            |            |            |
|            |            |            |
|            |            |            |
| 1948       | 185        |            |
| 1953       | 170        |            |
| 1961       | 158        |            |
| 1971       | 127        |            |
| 1981       | 97         |            |
| 1991       | 115        | 115        |
| 2003       | 24         | 24         |

| \| Componența etnică conform recensământului din 2003[2] \| Componența etnică conform recensământului din 2003[2] \| Componența etnică conform recensământului din 2003[2] \| Componența etnică conform recensământului din 2003[2] \| Componența etnică conform recensământului din 2003[2] \| \| ----------------------------------------------------- \| ----------------------------------------------------- \| ----------------------------------------------------- \| ----------------------------------------------------- \| ----------------------------------------------------- \| \| \| \| \| \| \| \| Sârbi \| Sârbi \| \| 22 \| 91,66% \| \| necunoscută \| necunoscută \| \| 0 \| 0% \| |             |  |    |        |
| Componența etnică conform recensământului din 2003 |             |  |    |        |
| |             |  |    |        |
| Sârbi | Sârbi       |  | 22 | 91,66% |
| necunoscută | necunoscută |  | 0  | 0%     |